# Novomykolajivka (Záporožský rajón)
Novomykolajivka (ukrajinsky Новомиколаївка; rusky Новониколаевка – Novonikolajevka) je sídlo městského typu v Záporožském rajónu v Záporožské oblasti na Ukrajině. Lží na břehu řeky Verchna Tersa. V roce 2011 měla Novomykolajivka přes pět tisíc obyvatel. Od Záporoží, správního střediska celé oblasti, je Novomykolajivka vzdálena zhruba padesát kilometrů na východ.

## Dějiny
Prvními osadníky byli rolníci z vesnice Kocherežky v Pavlogradském rajónu v oblasti Katerynoslav. Osada se nazývala nejprve po nich Kocherežky nebo Novyje Kocherežky. Rok 1790 se uvádí jako datum založení vesnice pod původním názvem Kocherežky, v letech 1812–1813 byla přejmenována na Novomykolajivka. Na svátek svatého Mikuláše, 6. prosince 1812,  byl vysvěcen nově postavený pravoslavný kostel sv. Mikuláše. Územně patřil k Pokrovskému volostu okresu Oleksandryvsky.
V polovině 80. let 19. století měla obec již více než 360 dvorů, ve kterých žilo 2390 lidí, pět obchodů a několik hospod. V roce 1888 byla při Mykolajevském chrámu otevřena jednotřídní obecná škola, pro kterou byla v roce 1903 postavena nová školní budova. V roce 1899 bylo v obci 551 dvorů, ve kterých žilo 3427 obyvatel. V předvečer první světové války bylo v Novomykolajivce již 578 dvorů a žilo zde 3128 lidí, v hospodářství byly dva parní mlýny, lis olejů, bednárna, truhlářská dílna, poštovní a telegrafní úřad a telefonní ústředna. Kromě toho zde byly začátkem 20. století otevřeny dvě zemské a dvě farní školy. 
Koncem 19. století zde objevil etnograf a folklorista Jakov Novyckyj jednu kopii dopisu Záporožských kozáků tureckému sultánovi. 

### Ruská invaze 2014-2022
Obec se poprvé dostala do ukrajinsko-ruského konfliktu během roku 2014, podruhé byla ohrožena bezprostředně od června- července roku 2022.

## Pamětihodnosti

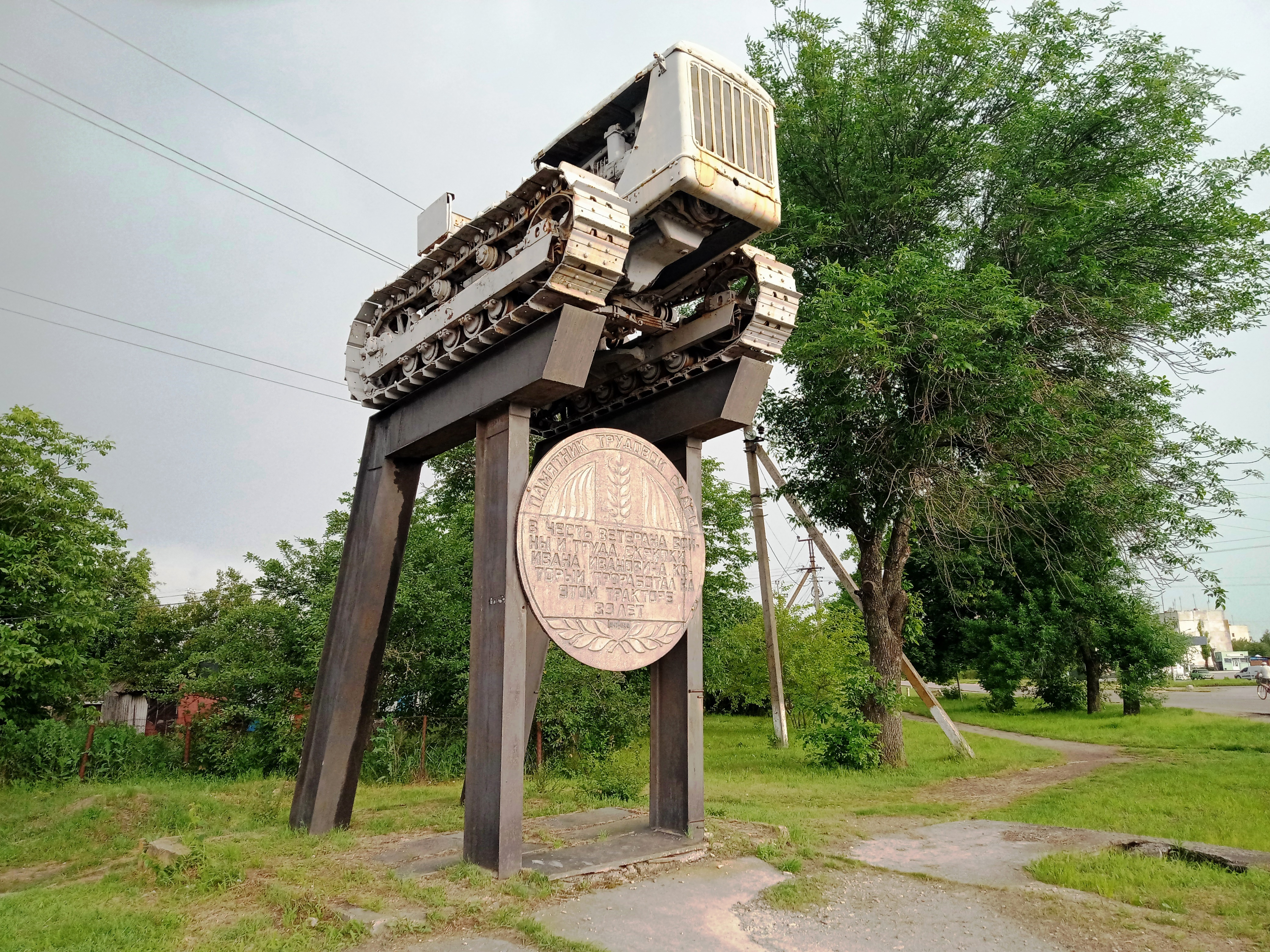
Pomník prvnímu traktoru v obci

Obec nemá žádné historické památky: kostel a stará zástavba byly zbořeny ve stalinské éře a během druhé světové války. 
- Pomník prvního traktoru v obci, pochází z roku 1938
- Hřbitov

## Rodáci
- Vitold Pavlovyč Fokin (* 1932) – premiér Ukrajiny v letech 1990–1992
- Ivan Vjačeslavovyč Klevčuk (1995-2014) - ukrajinský voják - kulometčík, padl v prvním roce ukrajinsko-ruského konfliktu